# Geiger (Musiker)

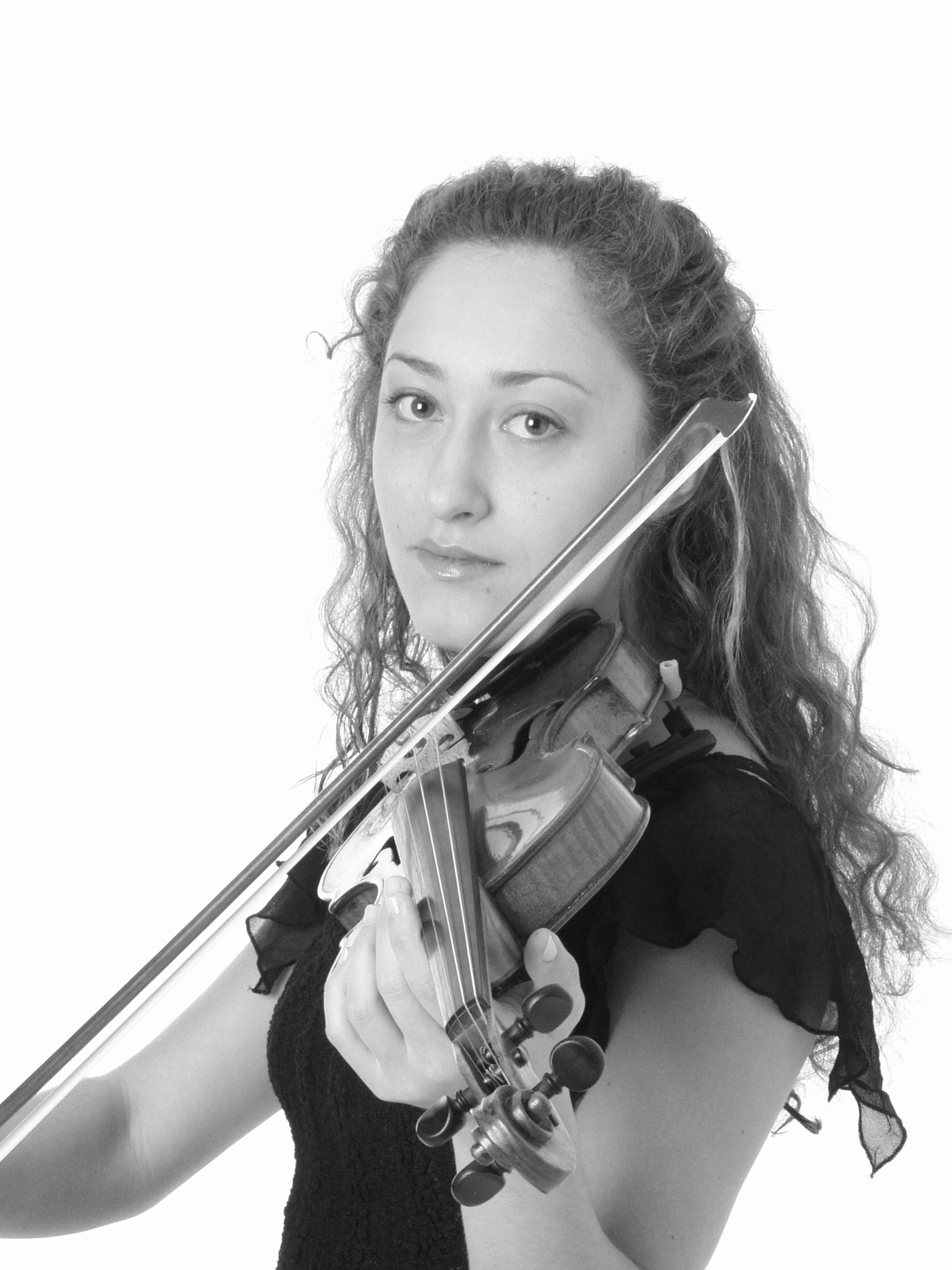
Geigerin mit ihrem Instrument

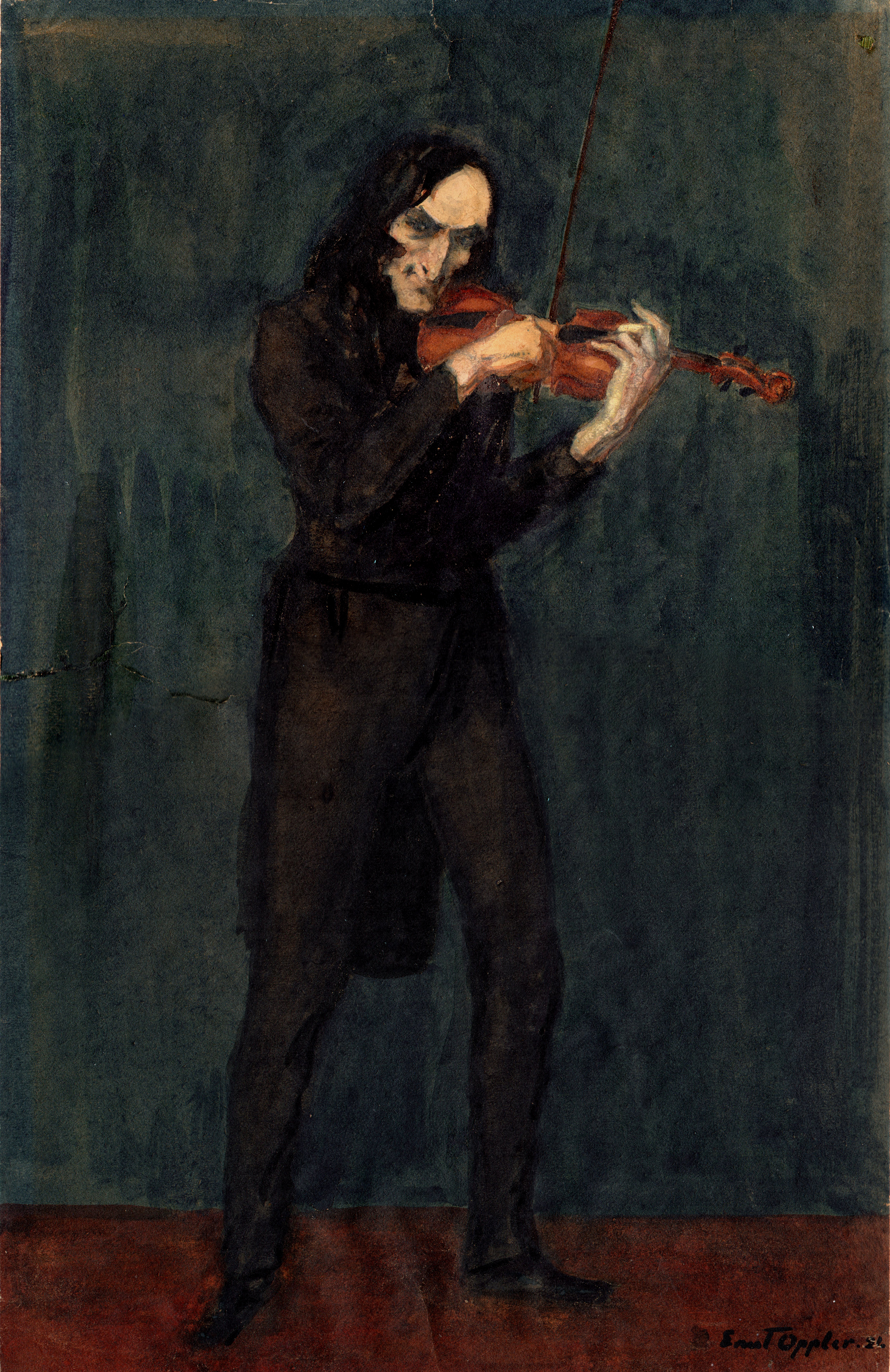
„Der schwarze Geiger“ (Paganini), Bühnendarstellung auf einem Aquarell von Ernst Oppler

Geiger oder Violinist ist die Bezeichnung für Musiker, die Violine spielen, unabhängig davon, ob sie klassische Musik, Jazz, Folk, Folklore, Unterhaltungs- oder Rockmusik darbieten, und ob sie als Solisten, Kammermusiker oder Orchestermusiker auftreten.

## Auswahl einiger bedeutender Geiger
Einige Geiger waren nicht nur Virtuosen, sondern hinterließen auch bedeutende Kompositionen der Solo-Literatur für Violine und Ensemblemusik für Streicher, gelegentlich jedoch auch andere Werke. Zu den bedeutendsten zählen im Frühbarock Giovanni Battista Fontana, Dario Castello, Marco Uccellini, Antonio Bertali und Maurizio Cazzati; im Hochbarock in Deutschland Johann Heinrich Schmelzer, Heinrich Ignaz Franz Biber und Johann Jacob Walther, sowie in Italien Arcangelo Corelli; im Spätbarock Antonio Vivaldi, Giuseppe Tartini, Pietro Locatelli, und der Franzose Jean-Marie Leclair.
Dem galanten Stil kann man Johann Stamitz, Carl Stamitz, Gaetano Pugnani, Christian Cannabich und Pietro Nardini zuordnen.
Den Übergang von der Klassik zur Frühromantik ebneten Giovanni Battista Viotti, Pierre Rode, Louis Spohr und Rodolphe Kreutzer.
Im frühen 19. Jahrhundert entwickelte Niccolò Paganini eine brillante Spieltechnik, er erregte zu seiner Zeit Aufsehen durch sein Doppelflageolett und seine gewagten Pizzicati. Andere bekannte Geiger des 19. Jahrhunderts waren Joseph Joachim (befreundet mit Johannes Brahms), die Gebrüder Müller sowie Leopold Auer, ein Ungar, der zuerst in Moskau, dann in den USA viele berühmte Geiger ausbildete. Charles-Auguste de Bériot, Henri Vieuxtemps und Eugène Ysaÿe gelten als die Begründer der berühmten franco-belgischen Schule (Paris, Brüssel, Lüttich).
Zu den Schülern der Nachfolgegeneration gehören Geiger wie Yehudi Menuhin, Fritz Kreisler, Jascha Heifetz, Arthur Grumiaux, Isaac Stern, David Oistrach und Henryk Szeryng, die ihrerseits die heutige Geigergeneration unterrichteten.
Im 20. Jahrhundert entwickelten sich eigene Stilrichtungen, die Jazzgeiger wie Stéphane Grappelli und Helmut Zacharias hervorbrachten oder den in der Tradition der Kaffeehausgeiger stehenden (Stehgeiger) André Rieu. David Garrett konnte sich als Geiger in den deutschen Charts platzieren.
Im Klassikbereich machen sich seit den 1960er Jahren die Barockviolinisten wie Giuliano Carmignola, Rachel Podger oder Enrico Onofri einen Namen, welche nach den Erkenntnissen der historischen Aufführungspraxis musizieren.